# Pabellón de Polonia en la Bienal de Venecia
El Pabellón de Polonia en la Bienal de Venecia es un espacio artístico ubicado en la ciudad de Venecia con motivo de la Bienal de Venecia. El Pabellón fue originalmente diseñado para las Artes Decorativas de Venecia en la Isla de Santa Elena y construido en el año 1932.

## Expositores
- 1970, Jozef Szajna, " Reminiscencias"
- 1980, Magdalena Abakanowicz, "Embriología"
- 1993, Mirosław Bałka, "Soap Corridor"
- 1995, Roman Opalka
- 1999, Katarzyna Kozyra, "Men's Bathhouse"
- 2003, Stanisław Dróżdż, "ALEA IACTA EST" projecto (Comisariado: Paweł Sosnowski)
- 2005, Artur Żmijewski, " Repetición"
- 2007, Monika Sosnowska, "1:1" (Comisariado: Sebastian Cichocki)
- 2009, Krzysztof Wodiczko, " Guests " (Comisariado: Bozena Czubak)
- 2011, Yael Bartana, "And Europe will be stunned" (Comisariado: Sebastian Cichocki, Galit Eilat)
- 2013, Konrad Smolenski, "Everything was forever until it was no more" Instalación de audio (Comisariado: Agnieszka Pindera, Daniel Muzyczuk)
- 2015, Joanna Malinowska y C. T. Jasper, "Haiti 18°48’05″N 72°23’01″W"(Comisariado: Magdalena Moskalewicz)
- 2017, Sharon Lockhart, "Pequeña Revisión" (Comisariado: Barbara Piwowarska)
- 2019, Roman Stańczak (Comisariado: Łukasz Mojsak, Łukasz Ronduda)